# Tro, hopp och kärlek (film, 1923)
Tro, hopp och kärlek (engelska: Three Ages) är en komedifilm från 1923 i regi av Buster Keaton och Edward F. Cline. I huvudrollerna ses Buster Keaton och Wallace Beery. Filmen är uppdelad i tre sekvenser, en struktur som fungerar som en satir av D.W. Griffiths film Intolerance från 1916.

## Handling
De tre sekvenserna utspelar sig under tre olika historiska perioder, förhistorisk tid, antikens Rom och i modern tid (det glada 1920-talet) - för att visa att mannens kärlek till kvinnan inte har förändrats nämnvärt genom historien. I alla tre sekvenser tävlar samma två karaktärer, spelade av den lilla och klena Buster Keaton och den stilige kraftkarlen Wallace Beery, om samma kvinnas uppmärksamhet, spelad av Margaret Leahy.

## Rollista i urval
- Margaret Leahy - flickan
- Wallace Beery - skurken
- Buster Keaton - pojken
- Lillian Lawrence - flickans mor
- Joe Roberts - flickans far
- Blanche Payson - amazonen
- Kewpie Morgan - kejsaren/grottman/romersk bov